# Les vzpomínek

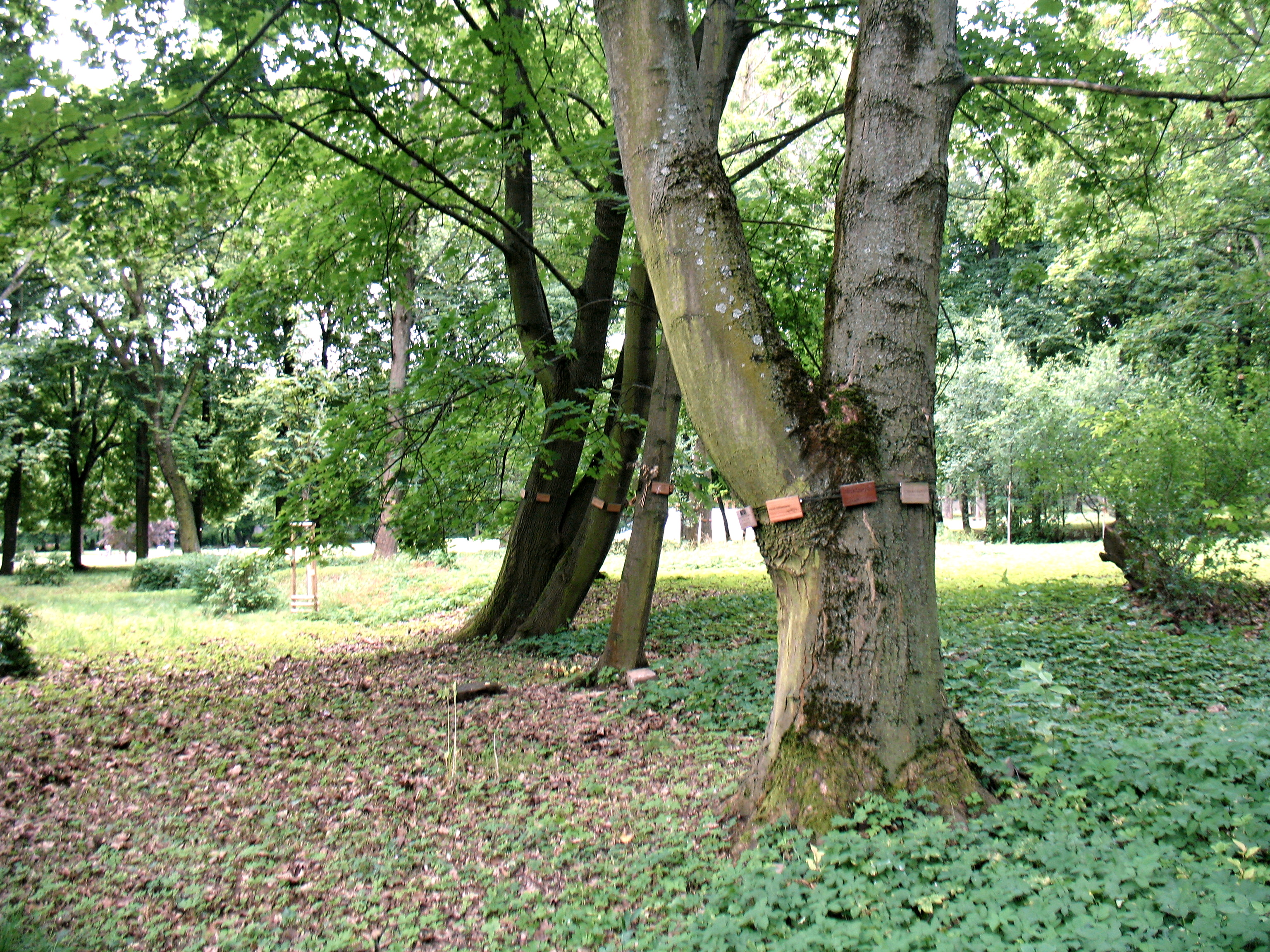
Les vzpomínek v areálu Ďáblického hřbitova

Les vzpomínek je první český přírodní hřbitov, kde se ukládá popel zemřelých ke kořenům vzrostlých stromů.
Vznikl v roce 2015 jako součást Ďáblického hřbitova v Praze a je společným projektem příspěvkové organizace Hřbitovy a pohřební služby hl. m. Prahy a organizace Ke kořenům. V Lese vzpomínek nejsou žádné náhrobky, místo nich jsou zde vzrostlé stromy – javory, lípy, ptačí třešně aj. Popel se ukládá do jamky u stromu vsypem či v ekologické urně. 

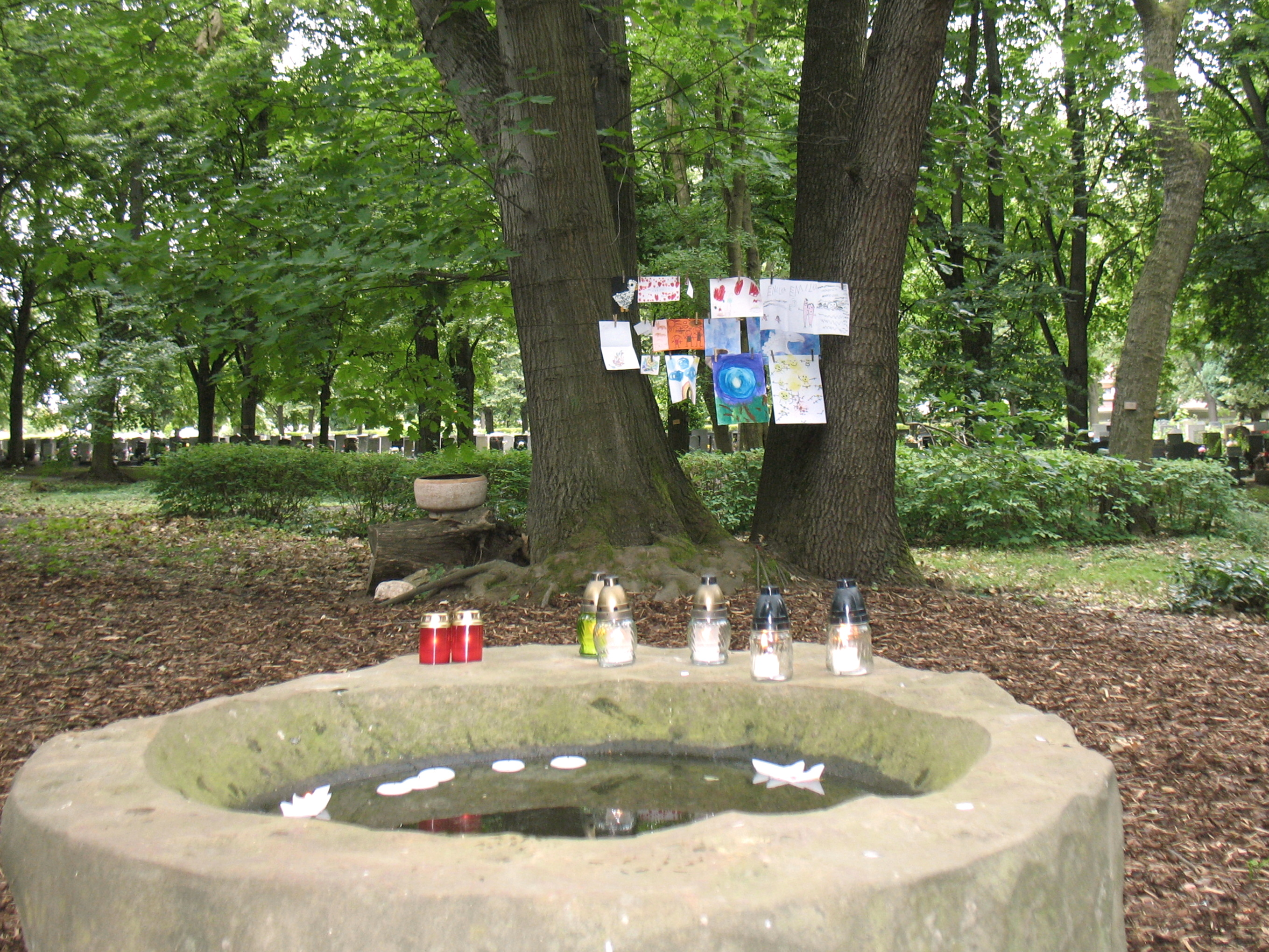
Pietní místo v lese

Podobným hřbitovem je např. od roku 2020 Údolí vzpomínek v Brně-Líšni.